# Donja Rača
Donja Rača (cyr. Доња Рача) – wieś w Serbii, w okręgu szumadijskim, w gminie Rača. W 2011 roku liczyła 917 mieszkańców.